# Partidul Progresist Sârb
Partidul Progresist Sârb este un partid politic din Serbia, format de către grupul de radicali Nikolić. S-a format în anul 2008 și președintele său actual este Tomislav Nikolić.
PPS l-a nominalizat în 2012 candidat pentru prezidențiale pe Tomislav Nikolic, iar în 2017 pe Aleksandr Vucic, ambele alegeri fiind câștigate de cei doi.

## Vezi și
- Lista partidelor politice din Serbia
- Milenka Subić